# Nuevo Baztán
Nuevo Baztán est une commune de la communauté de Madrid, en Espagne.